# Баньоле
Баньоле́ (фр. Bagnolet) — город и коммуна во французском департаменте Сен-Сен-Дени, в округе Бобиньи; административный центр кантона Баньоле; ближний восточный пригород Парижа.

## Географическое положение
Баньоле — восточный пригород Парижа, в 5,2 км от его центра, и связан с ним метро и автобусными маршрутами.

## Знаменитые земляки
- Сильвен Дистен (1977) — французский футболист

## Города-побратимы
- Akbou, Алжир
- Chatila, Ливан
- Ле-Робер, Франция
- Массала, Мали
- Ораниенбург, Германия
- Сесто-Фьорентино, Италия

## Город в литературе и искусстве
- «Имена людей» — французский фильм Мишеля Лёклера 2010 года.
- «Из Парижа с любовью» — французский фильм Пьера Мореля 2010 года.
- «Девичество» — французский фильм Селин Сьяммы 2014 года.